# Bosphorus Gaz Corporation
Bosphorus Gaz Corporation - импортер и дистрибьютор газа в Турции. Он контролирует около 25% частного рынка природного газа Турции. Сообщалось в 2020 году, что компания занимает 1,8% доли рынка турецкой газовой отрасли. Бывшая дочерняя компания Газпрома.

## История
Компания была основана в 2003 году в Стамбуле.  В 2004 году акционером Bosphorus Gaz стала компания «Газпром Германия», дочернее предприятие российской газовой компании «Газпром».  
В 2009 году «Газпром» увеличил свою долю в компании с 40% до 51%. Позже в этом году «Газпром Германия» приобрела дополнительно 20% акций. Это приобретение ожидает одобрения турецких властей. Остальные акции принадлежат Tur Enerji, совместному предприятию семьи Шен и Ringas Management BVBV.
В 2005 году компания Bosphorus Gaz выиграла тендер на перепродажу до 2021 года 750 млн кубометров газа, закупленного турецкой энергетической компанией BOTAŞ у «Газпрома».  По данным Газпрома, Bosphorus Gaz изучает различные возможности участия в приватизации газораспределительных сетей страны и в строительстве подземных резервуаров для хранения газа в Турции.
В 2009 году компания Bosphorus Gaz реализовала на турецком рынке 734 млн кубометров газа, преимущественно крупным промышленным потребителям и электроэнергетическим предприятиям.  Диверсифицируя источники поставок, с июля 2009 года компания начала закупки газа не только у «Газпрома», но и у EgeGaz. Годовая прибыль Bosphorus Gaz составила 2 млн евро.
В сентябре 2018 года завершилась сделка по консолидации активов  «Газпрома» в Турции.  Российский государственный газовый концерн «Газпром» продал свою 71% долю в компании Bosphorus Gaz. Оставшиеся 29% акций, принадлежавшие Sen Group, были использованы для приобретения контрольного пакета. Таким образом, Sen Group стала единственным владельцем Bosphorus Gaz, консолидировав активы бывшего совместного предприятия.

## Работа с Россией
Bosphorus Gaz Corp AS в 2024 году запустила пилотный проект валютно-обменных операций, позволяющий турецким экспортерам получать евро в обмен на рублевую задолженность российских контрагентов. Данная схема упрощает расчеты, минимизирует банковские риски и издержки, связанные с санкциями, и одновременно обеспечивает Bosphorus Gaz рублевой ликвидностью для оплаты поставок газа из России.
Контракт на поставку газа между компаниями Bosphorus Gaz и «Газпром» предусматривает ежегодный импорт 2,5 млрд кубометров газа до 2043 года, обеспечивая  Bosphorus Gaz  стабильный  источник газоснабжения на долгосрочную перспективу.  